# Quievy Communal Cemetery Extension
Quiévy Communal Cemetery Extension est un cimetière militaire de la Première Guerre mondiale situé sur le territoire de la commune de Quiévy dans le département du Nord.

## Historique
Ce cimetière a été commencé par les troupes allemandes en octobre 1918 à la suite des combats dans le secteur et continué par la 62e division britannique après la prise du village de Quiévy.

## Caractéristique
Ce cimetière, situé au sud-est du village sur la route de Viesly, jouxtant le cimetière communal, contient 89 sépultures de soldats britanniques et 102 soldats allemands, dont 27 étant non identifiés.

## Galerie

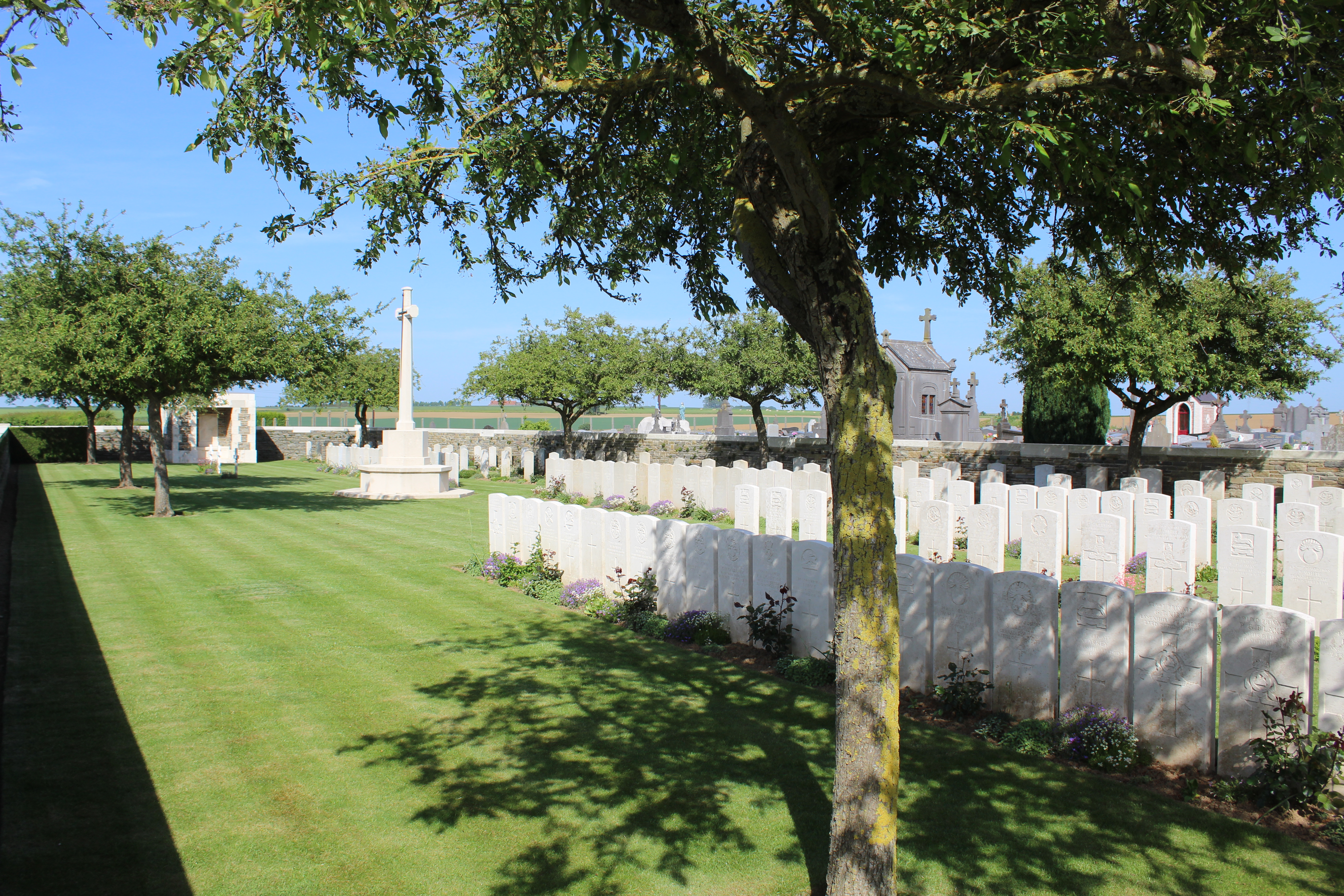
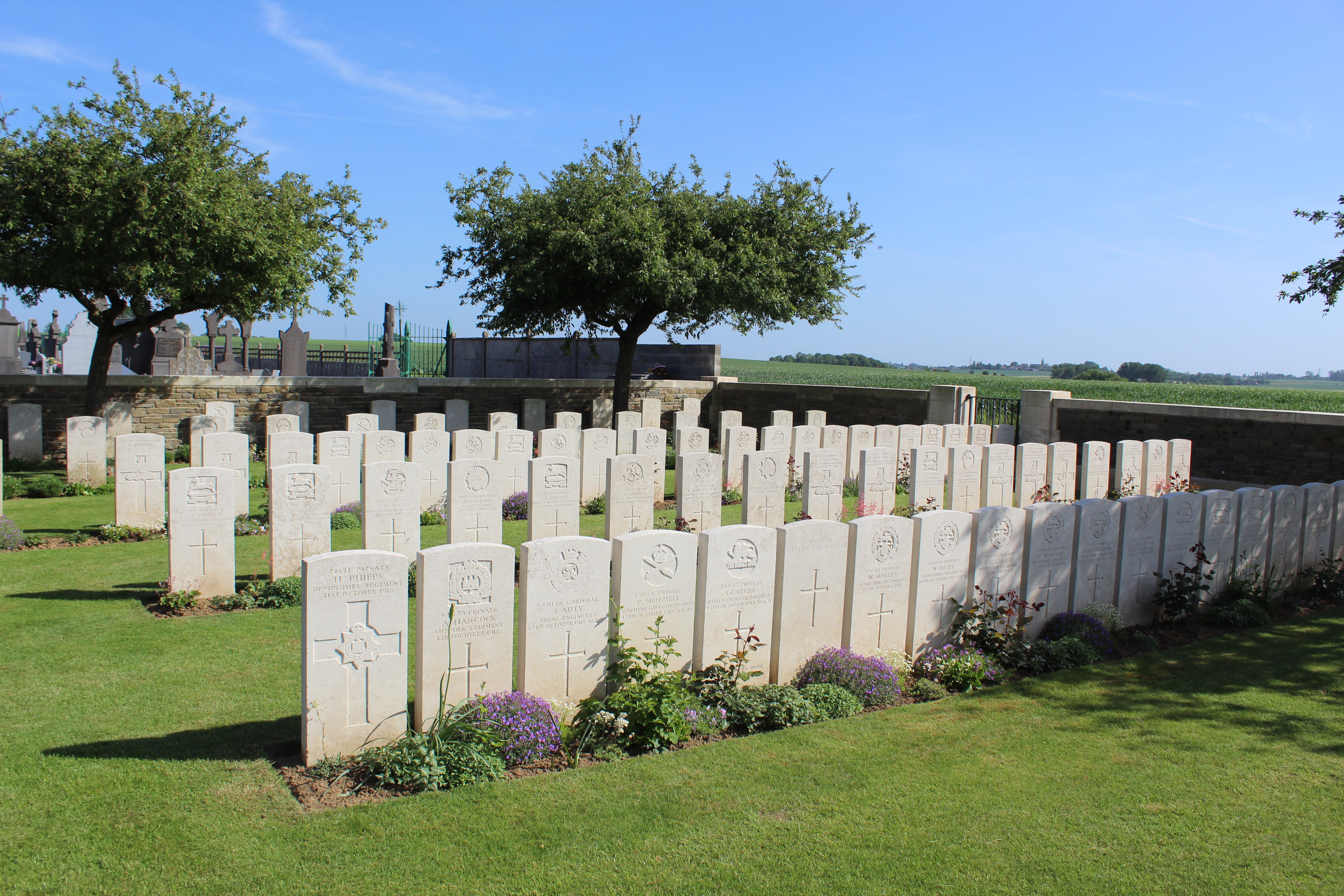
Tombes de soldats britanniques.
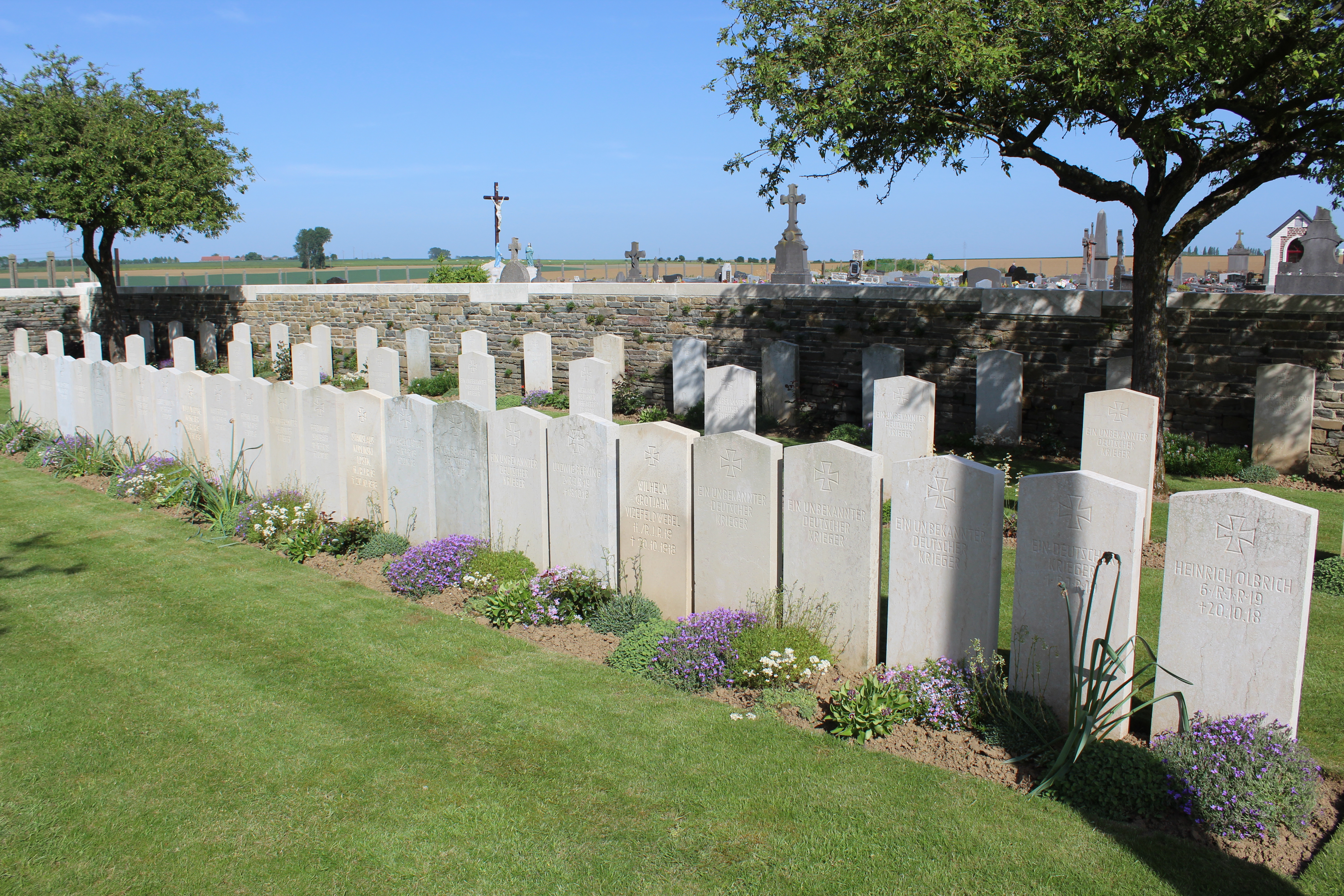
Tombes de soldats britanniques.

## Sépultures
| Pays        | Sépultures |
| ----------- | ---------- |
| Royaume-Uni | 89         |
| Allemagne   | 102        |
| Total       | 197        |